# Eptingen
Eptingen es una comuna suiza del cantón de Basilea-Campiña, situada en el distrito de Waldenburgo. Limita al norte con la comuna de Diegten, al este con Läufelfingen, al sureste con Hauenstein-Ifenthal (SO), al sur con Hägendorf (SO), y al oeste con Langenbruck y Bennwil.

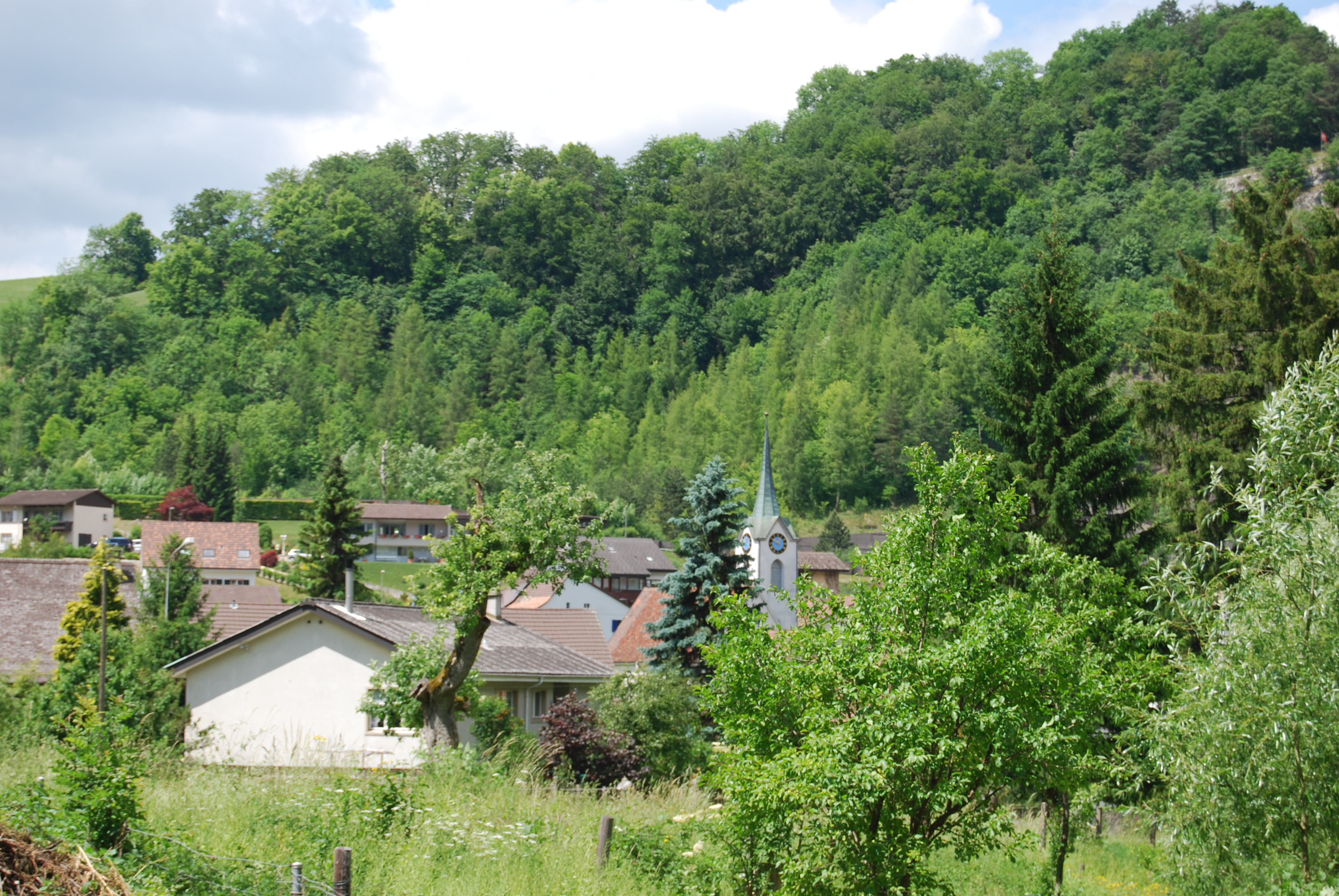
Eptingen